# Acta Mathematica Sinica
Acta Mathematica Sinica ist eine in zwei Sprachversionen erscheinende mathematische Fachzeitschrift, die von der chinesischen Akademie der Wissenschaften herausgegeben wird.
Acta Mathematica Sinica, Chinese Series erscheint seit 1936 und ist die führende mathematische Zeitschrift in chinesischer Sprache.
Acta Mathematica Sinica, English Series erscheint seit 1985 in englischer Sprache.